# مركز التعذيب قلتة السطل بولاية الجلفة
يقع مركز التعذيب المسمى (قلتة السطل)، نسبة إلى منبع للمياه بالمنطقة، على الطريق الوطني رقم 1 ببلدية بويرة الأحداب، دائرة حد الصحاري، ولاية الجلفة، الناحية الثانية، المنطقة الثانية، الولاية التاريخية السادسة، (الجزائر).
يرجع تاريخ إنشاء البناية (مركز التعذيب)، على بداية الغزو الفرنسي للمنطقة، وبالتحديد سنة 1853 من طرف الجنرال الفرنسي روندون، (الحاكم العام للجزائر في ذلك الوقت)، حيث استخدمت كحامية للقوات الفرنسية بالمنطقة، ومركز مراقبة محصن للهالي، تخوفا من ثوراثهم التي لاتهدأ. ومع بداية الثورة التحريرية، وبالتحديد في سنة 1956 قامت القوات الاستعمارية، بتحويله إلى مركز للتعذيب، والإستنطاق.

## مواصفات مركز التعذيب
يتربع المركز على مساحة تقدر بحوالي 850 متر مربع وهو عبارة عن بناية مستطيلة الشكل، محصنة بأسوار عالية (حوالي 04 أمتار علو) تعلوها 04 أبراج مراقبة تتخللها فتحات ضيقة (يرجح أنها كانت خاصة بإخراج فوهات البنادق للجنود في القرن 19)، ومدخل واحد فقط مما يدل على تخوفهم الشديد من الأهالي بالمنطقة.
يتوسط الحصن ساحة كبيرة بها بئر وتحيط بها حوالي 12 غرفة في حين خصص لقائد الحصن الطابق العلوي الواقع في مدخل الحص، اما خلف الساحة فتوجد غرفتان مزودتان بقبو يصل طوله حوالي 20 متر تحت الأرض (يمتد إلى غاية الساحة الرئيسية، كان يستعمل لتخزين الملح سابقا والذي حول إلى مكان لاعتقال والتعذيب أثناء الثورة التحريرية.
حاليا تم إسترجاع المبنى من طرف وزارة المجاهدين لترميمه وتحويله إلى متحف ليبقى شاهدا على جرائم المستعمر الفرنسي للأجيال القادمة.